# Конисевич, Леонид Вацлавович
Конисевич, Леонид Вацлавович
(1914, Российская Империя — 1993, г. Киев, Украина) — педагог, воспитанник Антона Семёновича Макаренко (в 1929—1934 гг.), знаменосец в коммуне им. Дзержинского. Более 15 лет посвятил морской службе (военной и гражданской), первый орденоносец из воспитанников Макаренко (ещё при жизни учителя). Воспитывал учащихся по методикам Макаренко в пионерлагере «Алмазный». Оставил подробные воспоминания о жизни коммуны им. Дзержинского в восприятии её воспитанников.

## Юность
Леонид родился в польской семье. Но жизнь сложилась так, что он остался вдвоём с почти ослепшим отцом, которому сложно было зарабатывать на хлеб. В попытке облегчить тяготы отца в 12 лет Леонид ушёл из дома, некоторое время беспризорничал, в связи с чем и был направлен в 1929 году на воспитание в коммуну им. Дзержинского, где проявил ответственность и высокую трудоспособность. Более того, начал делать дополнительную физзарядку, для чего вставал раньше подъёма, бегал, занимался другими упражнениями. Через некоторое время его примеру последовал и ряд других воспитанников. Успешно занимался в секции бокса, борьбы, освоил верховую езду, участник знаменитого в те годы лыжного марафонского пробега Харьков — Мерефа воспитанников коммуны во главе с С. А. Калабалиным (в то время физоргом коммуны). Обладатель значка ГТО № 228 (то есть одного из первых в стране). Избирался командиром отряда, был знаменосцем коммуны (высшая честь для воспитанника). Во время приезда польской делегации по заданию Макаренко приветствовал гостей по-польски и выполнял обязанности переводчика.
Во время одного из крымских походов коммуны при посещении яхты делегацией воспитанников Леонид был впечатлён морем и морской службой, решил стать моряком. Тяге к морю, дальнейшему выбору профессии способствовала и многолетняя дружба коммуны с экипажем крейсера «Червона Украина» — тогда флагманом Черноморского флота, чтение книг о море и моряках из богатой библиотеки коммуны.
Макаренко, который, как известно, нередко и, как показала последующая жизнь, очень прозорливо советовал многим из выпускников ту или иную стезю, заметил успехи Конисевича как корреспондента стенгазет коммуны, его дарование как рассказчика и советовал Леониду идти учиться в Литературный институт, стать писателем. Но Леонид очень хотел стать моряком и после выпуска из коммуны в 1934 г. попытался (неудачно) поступить в Горьковский инводхоз (институт водного хозяйства), а на следующий год поступил в Одесскую мореходку — училище по подготовке штурманов дальнего плавания.

## Морская служба
После окончания училища Л. В. Конисевич служил на флоте. Первый рейс, уже не учебный, был по Черноморью. А в 1936 г. теплоходу «Курск» был поручен спецрейс в Испанию с тяжелогруженными контейнерами и сопровождавшими лицами. Уже в Барселоне команда поняла, что в ящиках были самолёты, а бодрые молодые люди — их пилоты, направленные на помощь Испании. Фашисты отслеживали подобные транспорты, поэтому поход был крайне напряжённым: во время рейса попадали под эскорт чужих кораблей, подлодок, и под обстрел в порту Аликанте, когда «Курск» был прикрыт вставшим борт-о-борт аргентинским кораблём с капитаном-антифашистом во главе.
Приняв на борт другой груз, «Курск» лёг на обратный курс. По возвращении на родину все участники рейса были награждены правительственными наградами. Леониду Конисевичу вручили орден — «Знак Почёта» (№ 400). Орден — гражданский (поскольку шли на гражданском корабле, а суть задания тогда не раскрывалась).
21 апреля 1937 года в лекции Антон Семёнович рассказал о первом из воспитанников, получившем орден:

«Три дня назад я получил письмо от своего бывшего воспитанника, которое меня очень растрогало. Он пишет, что за один свой подвиг, сущность которого он в письме рассказать не может, но который заключается в том, что он не дрогнул перед смертью, за этот подвиг он получил орден. Он мне об этом сообщает и благодарит. Говорит просто: спасибо Вам за то, что Вы нас научили не бояться смерти… Может быть, он от природы храбрый человек, но уверенность в том, что храбрость есть достоинство, которому его научили, благодарность за такую науку — всё это качества нашего нового социалистического общества. Когда он пишет, Вы меня научили, то он благодарит не меня лично, а Советскую власть, коллектив дзержинцев, который ему это свойство дал».

С 1940 г. Конисевич переведён на Камчатку, плавал на Дальнем Востоке капитаном вспомогательного флота.

## Педагогическая деятельность
Служба на флоте, с учётом начавшейся войны, затянулась у Л. В. Конисевича на 15 лет вместо предполагавшихся им трёх. Но и во время службы он, по поручению командования, создал на Камчатке, в селе Паратунка детский дом, первым из воспитательных учреждений страны получивший имя Макаренко. Наладил работу по образцу коммуны. Но ещё шла война, и, найдя себе заместителя, Конисевич добился отправки на фронт, участвовал в высадке десантов на Парамушир и Сахалин.
В 50-е годы Леонид Вацлавович вернулся на украинскую землю и создал в Киевской области пионерский лагерь «Алмазный» с замечательным садом, системой прудов разного уровня и своей пионерской флотилией, с деревьями ценных пород и роскошными многогектарными цветниками. В лагере вовсю развернулось подлинное самоуправление, он стал известен и за пределами страны, сюда часто приезжали иностранные гости, дети многих стран отдыхали в «Алмазном».
Четверть века Конисевич был начальником лагеря. После выхода на пенсию остался там садоводом-агрономом и устроил ежедневный сельскохозяйственный производительный труд. Каждый день ребёнок выбирал себе один из пяти областей труда — сад, огород, теплицы, парники, цветники — и, войдя в сводную трудбригаду, работал поутру — малыш по полчаса, старший — по часу-полтора. Для каждого по руке был подготовлен инструмент (лопаты, тачки, грабельки, садовые ножницы и т. п.). Ход и итоги работы тотчас объявлялись по радио и в неповторимых конисевичских сводках от руки. Победители трудового соревнования награждались ежедневно и по окончании лагерной смены. Плоды своего труда дети видели каждый день, ибо всё попадало на их стол. Кроме того, в августе закручивалось до трёх тысяч банок «алмазовского» яблочного компота — для тех, кто приедет зимою или на будущий год. Рассаду цветов, помидоров и т. п. дарили детским учреждениям Бориспольского района, продавали в местные хозяйства.
Тут всё было от Макаренко и по Макаренко: цель труда ясна каждому, дозировка, чередование видов деятельности, сводная бригада, выборные бригадиры и агрономы.
По воспоминаниям П. И. Барбарова, посетившего и трудившегося целое лето в лагере вместе с его воспитанниками, Л. В. Конисевич работал с раннего утра до позднего вечера, а вечерами писал свои воспоминания о коммуне…

## Подготовка воспоминаний о коммуне
Благодарная память о пятилетней трудной, но притом удивительно интересной жизни в коммуне, сопровождала Леонида Вацлавовича Конисевича все последующие годы.
Воспоминания свои он начал записывать ещё в коммуне. Все эти заметки сгорели во время войны в Одессе, как и вся квартира, разгромленная румынами. После войны, уже в годы морской службы на Камчатке по просьбе Галины Стахиевны Салько возобновил эту деятельность, записывал воспоминания и отправлял их Г. С. Салько частями. В своих письмах она тепло отзывалась об этих воспоминаниях, но когда в 1954 г. Л. В. Конисевичу удалось лично приехать к Галине Стахиевне, в то время уже сильно болевшей, она, хотя и вежливо, но высказала сомнение в его писательском таланте, соответствию его «великому человеку А. С. Макаренко». Л. В. Конисевич был уверен в точности и искренности своих воспоминаний, но эти слова всё-таки заронили в нём сомнения и охладили его к продолжению работы над воспоминаниями на долгие годы.
На встречах с друзьями, тем более из числа бывших воспитанников коммуны, он продолжал вспоминать о тех или иных случаях своего коммунарского детства. Эти рассказы были настолько яркими, точными и подробными, что многие слушатели просили его записать эти воспоминания.
Решающим толчком к возобновлению работы послужила встреча в Киеве в 1974 г. с Игорем Петровичем Ивановым — преподавателем Ленинградского пед. института им. Герцена. Его заинтересовал рассказ о коммуне, и он сказал Конисевичу: «Грех вам будет не написать книгу. Пишите и порциями высылайте мне. Будем печатать, издадим». К сожалению, И. П. Иванов вскоре тяжело заболел и умер. Основная работа по записи воспоминаний была осуществлена в 1974—1977 гг. Потом началось хождение по издательствам…
Отдельные воспоминания удалось выпустить в издательстве «Пограничник» в небольшой книжке «Большая семья» в 1980 г., на которую было получено множество положительных откликов. Но издание более подробных и полных записок всё не удавалось (в Москве помочь изданию пытались, в частности, известный макаренковед и журналист проф. В. В. Кумарин и д.п.н. С. С. Невская).
Л. В. Конисевич рассылает некоторые очерки знакомым, в том числе П. И. Барбарову (одному из сотрудников А. С. Макаренко по коммуне им. Дзержинского) в Челябинск. Тот передал книгу к.п.н. В. М. Опалихину, который и возглавил усилия уральских макаренковедов и заинтересованных учителей, благодаря чему оказалось возможным издать книгу в Челябинском ИУУ (институте усовершенствования учителей). В. М. Опалихин, кроме того, выполнил большую работу в качестве научного редактора данной книги, подготовил к ней подробное содержательное предисловие. В его заключении приведены упоминания и благодарности всем основным участникам и помощникам издания книги в Челябинске.
В самой книге Леонид Конисевич эйдетически живо и ярко описывает все стороны жизни широко известного коллектива: его быт, труд, учёбу, самые разнообразные занятия коммунаров в свободное время, летние походы по стране, приём иностранных делегаций, работу органов самоуправления и т. д. Все герои повествования — воспитанники, педагоги, сотрудники, друзья коммуны названы своими подлинными именами. Немало страниц посвящено Антону Семёновичу Макаренко.
Виктор Михайлович Опалихин так описывает это произведение:

Кто «главный герой» повести? Автор избежал соблазна сделать им самого себя. О себе и своих поступках он пишет немного, отобрав лишь самые памятные, «узловые» эпизоды своей биографии. Антон Семёнович тоже не заслоняет собой других действующих лиц. О нём автор пишет весьма сдержанно, как бы опасаясь впасть в славословие, которого «Антон» не любил. Но искреннее ребячье восхищение своим наставником чувствуется на протяжении всего повествования.

Высокую оценку точности и непредвзятости повествования Л. Конисевича и достоинств его рукописи в целом дали целый ряд других воспитанников коммуны (в частности, Анна Красникова и Елена Соколова) и известные учёные-макаренковеды, хорошо знакомые с документам тех лет, другими достоверным источникам (В. В. Кумарин, Л. Ю. Гордин, С. С. Невская и другие). Вот что писал в рецензии на рукопись Конисевича ещё в 1981 году проф. В. В. Кумарин:

«Пересказ этой книги, начиная с парадного входа в коммуну,— только её канва, а по ней яркими свежими красками, как по украинскому рушнику, искусно вышита жизнь целого коллектива, документально правдивая история трудовой коммуны им. Ф. Э. Дзержинского… Прекрасную книгу, которую написал сам Макаренко и назвал „Педагогической поэмой“, продолжают его герои».

С тех пор книга (на начало 2012 г.) в бумажном виде не переиздавалась. В 2011 г., по разрешению науч. ред. издания, к.п.н. В. М. Опалихина, книга была переведена в электронный вид и размещена на сетевой странице Педагогического музея А. С. Макаренко в Москве.

## Семья
Разносторонняя одарённость Леонида Вацлавовича передалась и его детям. Так, сын Виктор стал известным клипмейкером и режиссёром.

## Труды
- Конисевич Л. В. Большая семья. Изд-во «Пограничник», 1980 г. (отдельные очерки о коммуне им. Дзержинского), 94 с.
- Конисевич Л. В. Нас воспитал Макаренко.(html) pdf под науч. ред. к.п.н. Опалихина В. М. — Челябинск: ИУУ, 1993 г. 331 с.
- Конисевич Л. В. Нас воспитал Макаренко. (звуковая книга, 2012 г.) Читает Илья Алёхин.